# Melaloncha dactyla
Melaloncha dactyla är en tvåvingeart som beskrevs av Brown 2005. Melaloncha dactyla ingår i släktet Melaloncha och familjen puckelflugor. Inga underarter finns listade i Catalogue of Life.